# フジ・メディア・ホールディングス
株式会社フジ・メディア・ホールディングス（英: FUJI MEDIA HOLDINGS, INC.）は、東京都港区台場に本社を置く、日本のメディア・コングロマリットであるフジサンケイグループの持株会社。日本で初めての認定放送持株会社である。
フジテレビジョン、ニッポン放送、ポニーキャニオンなどを傘下に待つ。

## 概要
1957年11月18日に「株式会社富士テレビジョン」として設立。1958年12月、商号を「株式会社フジテレビジョン」に変更した。
1967年12月、フジテレビジョン、産経新聞社、ニッポン放送、文化放送が中心となり「フジサンケイグループ」を結成。
2008年10月1日、フジテレビジョンが認定放送持株会社体制に移行し、商号を「株式会社フジ・メディア・ホールディングス」に変更した。テレビジョン放送事業を新設の「株式会社フジテレビジョン」へ承継した。LDH（旧：株式会社ライブドアホールディングス、株式会社ライブドア）に対する損害賠償請求訴訟に関する権利等は、新設会社に承継せずに引き続き保有している。
認定放送持株会社としては、地上波放送事業者のフジテレビジョン、ニッポン放送、仙台放送、衛星放送事業者のビーエスフジ、サテライト・サービスを連結子会社、関西テレビ放送をはじめとする多数のフジネットワーク系列局、WOWOW、日本映画放送などを持分法適用関連会社に持ち、系列内外を問わず、多数の放送事業者に出資している。キー局持株会社による系列局の子会社化は日本初かつ唯一の事例
認定放送持株会社体制への移行以降、フジサンケイグループ各社の保有していた地上系基幹放送事業者株式の多くは、フジ・メディア・ホールディングスに集約されている。なお、一部のラジオ局株式については、引き続きニッポン放送、仙台放送などが保有している。

## 沿革
- 1957年11月18日 - 「株式会社富士テレビジョン」（東京都千代田区有楽町一丁目7番地、資本金6億円）設立
- 1958年12月1日 - 商号を「株式会社フジテレビジョン」に変更
- 1959年
  - 1月 - 東京都新宿区市ヶ谷河田町7番地に本社ビルが完成
  - 1月9日 - 郵政省より本免許交付
  - 2月8日 - 試験放送を始める
  - 3月1日 - 午前9時20分、フジテレビジョン開局。映像出力10kw
- 1962年12月1日 - 本店を東京都新宿区市ヶ谷河田町7番地に移転
- 1967年12月1日、フジサンケイグループ結成
- 1995年4月1日 - 経営体質強化のため株式会社フジサンケイグループ本社を吸収合併
- 1996年6月28日 - FCGビル竣工
- 1997年3月10日 - FCGビルへの移転完了
- 1997年4月1日 - 本店を東京都港区台場二丁目4番8号に移転
- 1997年8月8日 - 東京証券取引所第一部に上場
- 2005年9月1日 - 簡易株式交換により株式会社ニッポン放送（旧法人、「株式会社ニッポン放送ホールディングス」への商号変更を経て吸収合併）を完全子会社化。フジテレビが名実ともにフジサンケイグループの事業持株会社となる
- 2006年4月1日 - 株式会社ニッポン放送ホールディングス（ニッポン放送旧法人）を吸収合併
- 2008年9月4日 - 放送持株会社の認定を受ける
- 2008年10月1日 - 認定放送持株会社に移行し商号を「株式会社フジ・メディア・ホールディングス」に変更。新設分割によりテレビ放送事業を新設の「株式会社フジテレビジョン」に承継
- 2011年4月1日 - 簡易株式交換により株式会社ビーエスフジを完全子会社化
- 2012年3月8日 - 株式公開買付けにより株式会社サンケイビルを完全子会社化
- 2016年12月20日 - 株式取得により株式会社仙台放送を連結子会社化
- 2022年4月4日 - 東京証券取引所の市場区分の見直しにより市場第一部からプライム市場へ移行

## 資本構成
「フジ・メディア・ホールディングス」および「フジテレビジョン（2008年9月30日以前）」の資本構成。
企業・団体は当時の名称。

### 2025年3月31日
2025年3月31日（2024年度期末）
- 発行済株式総数：234,194,500株
- 株主数：64,271名

| 株主                                                           | 株式数(千株) | 比率(%) |
| -------------------------------------------------------------- | ------------ | ------- |
| 日本マスタートラスト信託銀行（信託口）                         | 21,893       | 9.35    |
| 東宝                                                           | 18,572       | 7.93    |
| 日本カストディ銀行（信託口）                                   | 15,438       | 6.59    |
| 野村絢                                                         | 12,156       | 5.19    |
| 文化放送                                                       | 7,792        | 3.33    |
| NTTドコモ                                                      | 7,700        | 3.29    |
| 関西テレビ放送                                                 | 6,146        | 2.62    |
| ステート ストリート バンク アンド トラスト カンパニー 505001   | 5,007        | 2.14    |
| 日本マスタートラスト信託銀行（退職給付信託口・株式会社電通口） | 4,650        | 1.99    |
| ステート ストリート バンク アンド トラスト カンパニー 505103   | 4,242        | 1.81    |

### 外国人等が有する議決権個数問題
2015年3月31日現在、フジ・メディア・ホールディングスによると、同社の外国人等の議決権個数は468,375個である。電波法第5条、及び放送法第93条は、放送業者の外国人が有する議決権の個数が全議決権個数の5分の1（20%）を超えることを禁じているため、2015年3月31日現在、フジ・メディア・ホールディングスが、放送法第106条の規定に基づき名義書換を拒否した外国人等が保有する議決権個数は244,148個となっている。フジ・メディア・ホールディングスが開示した資料に記載された総議決権個数（2,341,879個）から外国人等の議決権個数（468,375個）と名義書換拒否となった外国人等の議決権個数（244,148個）を差し引くことで、日本人株主が持つ議決権個数が導出される（1,629,356個）名義書換を拒否した外国人等（2015年3月31日時点での個数は244,148個）には、株主総会の招集通知が発送されないため、2015年6月25日に行われたフジ・メディア・ホールディングスの株主総会は、468,375個の議決権を有する外国人等株主と1,629,356個の議決権を有する日本人株主で行われることになり、外国人株主の影響力は議決権全体の22.33%となる事態になっている。
468,375個 … 外国人等の議決権個数 （株主総会に招集）A
244,148個 … 名義書換拒否になった外国人等の議決権個数（株主総会に招集されない）B
1,629,356個 … 日本人の議決権個数（株主総会に招集）C
A + B + C = 2,341,879個（総議決権個数）
フジ・メディア・ホールディングスは定款に基づいて外国人等からの株式の名義書換請求等による株主名簿への記載・記録の拒否等で議決権比率の19.99%を維持しているものの、外国人が3割強の株式を保有しており、電波法・放送法にて議決権比率を5分の1に制限される放送業者の平均比率10.5%と比較しても高い水準である事実はかわらず、現在外国からの影響を受けやすい、潜在的状況にある。なお、名義書換を拒否する外国人等に対しても配当金は支払われている。
フジ・メディア・ホールディングスは2014年にNEXTEPを連結子会社（完全子会社）化したが、その際に同社が議決権の33.3%を保有するディ・コンプレックスの議決権控除忘れ（2012年9月末から2014年3月）及び当該期間中の有価証券報告書への記載忘れを2021年4月に発表した。但し、当該期間中2014年9月末時点での外資規制については規制の範囲内であるとし違反を否定している。その後、4月7日に、該当期間の除去漏れとそれに伴う議決権の外資規制上限超過（20.00048-20.00083%）を発表、2014年9月末以降は適切な措置を施している旨もあわせて公表している。それを踏まえ、武田良太総務大臣は在京キー局を含めた放送事業者に対する調査を指示した。テレビ朝日政治部の小野孝記者はAbema TIMESの中で、「単純な計算ミスであり故意ではない」と説明。親会社の放送持株会社認定の取り消しの可能性に言及しつつ、FMHの子会社（フジテレビジョン・ニッポン放送・BSフジ・仙台放送）の放送免許（無線局免許状）と親会社であるFMHの放送持株会社の認定は別であり、直ちに放送免許の停止や停波となるわけでないと解説し、同様の問題で放送事業の認定が取り消された東北新社との違いも説明している。4月9日、武田総務大臣は記者会見で「認定時点では外資規制に違反していなかったこと、総務相が把握した時点で逸脱を解消していたこと、把握時点で厳重注意と再発防止を促した点。」を上げて法解釈に基づき、放送持株会社の認定取り消しは現時点で行われないと発表した。

## 子会社・関連会社・その他出資先
フジ・メディア・ホールディングスは、放送事業を中心に、メディア・コンテンツ、都市開発・観光、その他の3つの事業セグメントで構成されている。なお会計報告上の事業セグメント区分は、フジサンケイグループにおける区分とは異なる。
フジ・メディア・ホールディングスのコーポレートサイト及び2024年3月期の有価証券報告書に記載のあるものを中心に記載。放送事業者への出資比率については、原則として総務省電波利用ホームページ「基幹放送事業者の議決権保有状況等 地上系放送事業者」に基づいて記載する。
2018年3月期までは、「放送事業」「制作事業」「映像音楽事業」「生活情報事業」「広告事業」「都市開発事業」「その他事業」の7つのセグメントに区分されていた。
太字は主要子会社、無印は子会社、※は関連会社、▲は子会社・関連会社以外の出資先を表す。

### メディア・コンテンツ事業
地上波テレビ放送を中核に、衛星（BS・CS）放送、ラジオ放送、配信、多様なコンテンツ制作、ゲーム、音楽、広告、出版、通販など幅広い事業を展開する。フジサンケイグループにおけるフジテレビグループ及びニッポン放送グループの一部企業とポニーキャニオングループ全体を中心に、フジサンケイグループに属さない仙台放送などの子会社・関連会社により構成されている。
- 株式会社フジテレビジョン（100%）[32]
  - ※株式会社FILM - フジテレビとプロダクション・アイジーが合弁出資する総合プロダクション。2011年10月、FILM有限責任事業組合（2006年1月設立、FILMは「フジ・IG・ラボ・フォー・ムービーズ」の略）の改組により設立。事業内容は映像制作、デザイン、VFX、編集、脚本家マネジメント）
  - ※日本映画放送株式会社（33.3%）
- 株式会社ビーエスフジ（100%）
- 株式会社ニッポン放送（100%）[32]
  - 株式会社グレイプ（ニッポン放送子会社）
  - ※株式会社J-WAVE（18.2%）[32]
- 株式会社仙台放送（72.3%）※2016年12月20日に連結子会社化[33][32]
- 株式会社サテライト・サービス（100%）
- ※北海道文化放送株式会社（21.0%、北海道新聞社の連結子会社）[32]
- ※株式会社岩手めんこいテレビ（32.6%）[32]
- ※秋田テレビ株式会社（24.4%）[32]
- ※福島テレビ株式会社（33.3%）[32]
- ※株式会社NST新潟総合テレビ（33.7%）[32]
- ※株式会社長野放送（44.0%）[32]
- ※株式会社テレビ静岡（21.0%）[32]
- ※関西テレビ放送株式会社（24.9%、阪急阪神東宝グループの一員）[32]
- ※株式会社テレビ新広島（33.5%）[32]
- ※岡山放送株式会社（23.7%）[32]
- ※株式会社テレビ愛媛（20.2%）[32]
- ※高知さんさんテレビ株式会社（19.9%）[32]
- ※山隂中央テレビジヨン放送株式会社（21.6%）[32]
- ※株式会社テレビ熊本（24.2%）[32]
- ※沖縄テレビ放送株式会社（30.2%）[32]
- 株式会社共同テレビジョン（54.4%+間接保有分3.3%）
  - 株式会社共同エディット（共同テレビ子会社）
  - 株式会社バスク（共同テレビ子会社）
  - 株式会社バンエイト（共同テレビ子会社、FMHとの合弁出資）
  - 株式会社ベイシス（共同テレビ子会社）
  - 株式会社フォニックス（共同テレビ子会社、セント・フォースとの合弁）
- 株式会社フジクリエイティブコーポレーション（FCC）（100%）
- 株式会社NEXTEP（100%）
- 株式会社フジアール（100%）
- 株式会社フジ・メディア・テクノロジー（100%、旧八峯テレビ。フジライティング・アンド・テクノロジイと合併）
- 株式会社ポニーキャニオン（100%）
  - 株式会社ポニーキャニオン音楽出版（ポニーキャニオン子会社）
  - PONYCANYON USA INC.（ポニーキャニオン子会社）
  - 株式会社EMP（ポニーキャニオン子会社）
  - 株式会社PCI MUSIC（ポニーキャニオン子会社）
  - 株式会社Styrism（ポニーキャニオン子会社）
  - 株式会社ドリームスタジオ（ポニーキャニオン子会社）
  - PONYCANYON KOREA, INC.（ポニーキャニオン子会社）
  - 波麗佳音娛樂股份有限公司（ポニーキャニオン子会社） - FMHとの合弁
  - ※メモリーテック・ホールディングス株式会社（25.2%）
- 株式会社フジパシフィックミュージック（100%）
  - FUJIPACIFIC MUSIC KOREA, INC.
- 任意組合フジ・ミュージックパートナーズ（95%、実質的にはフジパシフィックミュージック傘下[注釈 2]）
  - 株式会社シンコーミュージック・パブリッシャーズ（フジ・ミュージックパートナーズ子会社）
- Fuji Music Group, Inc.（75.64%、フジパシフィックミュージック24.36%）
  - ARC MUSIC, INC.（Fuji Music Group, Inc.子会社）
    - ARC/CONRAD MUSIC, LLC（ARC MUSIC, INC.子会社）
- 株式会社dinos（100%、旧ディノス・セシール）※2021年3月1日付でセシール事業をニフティに譲渡
- 株式会社クオラス（66.4%）
- 株式会社扶桑社（100%）
  - 株式会社育鵬社（扶桑社子会社）
- ※株式会社TVer（16.4%）
- ※株式会社産業経済新聞社（40.0%+間接保有分5.4%）
- ※株式会社WOWOW（17.2%）

### 都市開発・観光事業
オフィスビルの開発・賃貸・管理、商業施設や飲食店の運営、マンションの販売・賃貸などの事業を展開している。また、ホテルや海洋レジャー施設の運営など観光リゾート事業も手掛ける。フジサンケイグループにおけるサンケイビルグループの区分と完全一致している。
- 株式会社サンケイビル
  - 株式会社サンケイ会館
  - 株式会社サンケイビルテクノ
  - 株式会社サンケイビルマネジメント
    - 株式会社サンケイビルメンテナンスサービス
    - 伸和サービス株式会社
    - ※VISAHO JOINT STOCK COMPANY Co.,Ltd.

  - 株式会社ブリーゼアーツ
  - 株式会社サンケイビルウェルケア
  - 株式会社グランビスタホテル&リゾート
  - 株式会社サンケイビル・アセットマネジメント
    - サンケイリアルエステート投資法人 - J-REIT（公募リート）

### その他事業
ITシステムの構築、人材ビジネス、さらにメディアや生活に関する調査研究、海外事業の開発や新規ビジネスの開拓までの幅広い事業を展開。フジサンケイグループにおけるフジテレビグループ及びニッポン放送グループ（ニッポン放送の子会社）の一部企業を中心に、フジ・メディア・ホールディングスが直接又は間接的に出資する子会社・関連会社で構成されている。
- 株式会社フジミック（100%）
  - 株式会社ピクシス・テクノロジーズ（フジミック子会社）
  - 株式会社Fuji Culture X（フジミック子会社）
  - 株式会社フィンズ（71%、フジミック子会社）
  - 株式会社フジシステムズ（フジミック子会社）
  - ※株式会社TSSソフトウェア（フジミック関連会社） - テレビ新広島子会社
  - ※株式会社メディアネットワーク（フジミック関連会社）
  - ※株式会社産經システム開発（フジミック関連会社） - 産経新聞社子会社
- 株式会社フジキャリアデザイン（100%）
- Fujisankei Communications International, Inc.（100%）
- 株式会社エフシージー総合研究所（61.5%）
- 株式会社ニッポン放送プロジェクト（ニッポン放送完全子会社）
- 株式会社フジサンケイエージェンシー（ニッポン放送子会社）
- 株式会社フジ・メディア・サービス（100%） - 機能会社。セシール（2010年3月期[34]）、サンケイビル（2012年3月期[35]）への株式公開買付けの際、一時的に連結子会社となることがあった
- ※伊藤忠・フジ・パートナーズ株式会社（37%） - 伊藤忠商事株式会社の連結子会社。スカパーJSATホールディングス株式の24.8%を保有
- ※株式会社フジランド（50%）

### その他出資先

#### その他出資先（放送事業者を除く）
- ▲株式会社サンケイリビング新聞社（20%） - 2018年3月に株式の80%をRIZAPグループへ売却
- ▲株式会社ヤクルト本社（3.69%）
- ▲株式会社ヤクルト球団（20.0%） - 株式会社ヤクルト本社の連結子会社。東京ヤクルトスワローズを運営する
- ▲東宝株式会社（2.82%）
- ▲東映株式会社（4.44%）
- ▲東映アニメーション株式会社（8.2%）
- ▲スペースシャワーSKIYAKIホールディングス株式会社（9.97%）[36]
- ▲吉本興業ホールディングス株式会社（12.13%） - 筆頭株主
- ▲北海道空港株式会社 （6.7%、2007年3月31日現在）
- ▲株式会社コンテンツ3（10.0%）
- ▲株式会社日本ネットワークサービス - 山日YBSグループ傘下のケーブルテレビ局。FMHは主要株主

#### その他出資先のフジネットワーク系列局
出資比率は、脚注があるものを除き、2021年3月31日時点の情報。
- ▲株式会社さくらんぼテレビジョン（12.0%）[32]
- ▲石川テレビ放送株式会社（5.0%）
- ▲東海テレビ放送株式会社（3.33%）
- ▲株式会社テレビ西日本（5.04%）
- ▲株式会社テレビ宮崎（9.9%）[注釈 4]
- ▲鹿児島テレビ放送株式会社（5.0%）

#### その他出資先の非系列放送事業者
出資比率は、脚注があるものを除き、「『日本民間放送年鑑 2010』（ 日本民間放送連盟編）」に基づいて記載された2010年3月31日時点の情報。
- ▲株式会社テレビ金沢（3.0%、日本テレビ系列）
- ▲株式会社静岡第一テレビ（9.0%、日本テレビ系列）
- ▲株式会社長崎国際テレビ（11.0%、日本テレビ系列）[32]
- ▲株式会社チューリップテレビ（4.0%、TBS系列）
- ▲株式会社あいテレビ（3.0%、TBS系列）
- ▲青森朝日放送株式会社（4.0%、テレビ朝日系列）
- ▲秋田朝日放送株式会社（7.44%、テレビ朝日系列）
- ▲株式会社山形テレビ（7.21%、テレビ朝日系列）[注釈 5]
- ▲株式会社新潟テレビ21（5.2%、テレビ朝日系列）
- ▲長野朝日放送株式会社（3.1%、テレビ朝日系列）
- ▲北陸朝日放送株式会社（3.0%、テレビ朝日系列）
- ▲株式会社愛媛朝日テレビ（4.0%、テレビ朝日系列）
- ▲熊本朝日放送株式会社（5.0%、テレビ朝日系列）
- ▲大分朝日放送株式会社（5.0%、テレビ朝日系列）
- ▲株式会社テレビ北海道（3.0%、テレビ東京系列）
- ▲株式会社TVQ九州放送（4.9%、テレビ東京系列）
- ▲株式会社京都放送（4.76%、独立局・NRN系列）
- ▲株式会社エフエム秋田（7.0%、JFN系列）
- ▲株式会社エフエム仙台（13.5%、JFN系列）[32]
- ▲株式会社エフエム群馬（5.5%、JFN系列）
- ▲株式会社エフエムラジオ新潟（3.4%、JFN系列）
- ▲福井エフエム放送株式会社（7.0%、JFN系列）
- ▲三重エフエム放送株式会社（6.0%、JFN系列）
- ▲株式会社エフエム山陰（8.0%、JFN系列）
- ▲株式会社エフエム愛媛（5.3%、FN系列）
- ▲株式会社エフエム長崎（4.0%、JFN系列）
- ▲株式会社FM802（11.5%、JFL系列）[32]
- ▲株式会社ZIP-FM（4.3%、JFL系列）

## 歴代社長・会長

### 早見表
| 就任年月   | フジテレビジョン | フジテレビジョン |
| 就任年月   | 社長             | 会長             |
| ---------- | ---------------- | ---------------- |
| 1957年11月 | 水野成夫         | 植村甲午郎       |
| 1964年11月 | 鹿内信隆         | 水野成夫         |
| 1974年11月 | 浅野賢澄         | 鹿内信隆         |
| 1982年05月 | 石田達郎         | 浅野賢澄         |
| 1985年06月 | 羽佐間重彰       | 鹿内春雄         |
| 1988年06月 | 日枝久           | 鹿内信隆         |
| 1989年12月 | 日枝久           | 鹿内宏明         |
| 1992年07月 | 日枝久           | ※不在            |
| 2001年07月 | 村上光一         | 日枝久           |
| 2007年07月 | 豊田皓           | 日枝久           |

| 就任年月   | フジテレビジョン | フジテレビジョン | FMH      | FMH      |
| 就任年月   | 社長             | 会長             | 社長     | 会長     |
| ---------- | ---------------- | ---------------- | -------- | -------- |
| 2008年10月 | 豊田皓           | 日枝久           | 豊田皓   | 日枝久   |
| 2013年06月 | 亀山千広         | 日枝久           | 太田英昭 | 日枝久   |
| 2015年06月 | 亀山千広         | 日枝久           | 嘉納修治 | 日枝久   |
| 2017年06月 | 宮内正喜         | 嘉納修治         | 宮内正喜 | 嘉納修治 |
| 2019年06月 | 遠藤龍之介       | 宮内正喜         | 金光修   | 宮内正喜 |
| 2021年06月 | 金光修           | 宮内正喜         | 金光修   | 宮内正喜 |
| 2022年06月 | 港浩一           | 宮内正喜         | 金光修   | 宮内正喜 |
| 2024年06月 | 港浩一           | 嘉納修治         | 金光修   | 嘉納修治 |
| 2025年01月 | 清水賢治         | ※不在            | 金光修   | ※不在    |
| 2025年06月 | 清水賢治         | ※不在            | 清水賢治 | ※不在    |

### 歴代社長
| 代 | 氏名       | 在任期間        | 主な経歴・役職                                                 |
| -- | ---------- | --------------- | -------------------------------------------------------------- |
| 1  | 水野成夫   | 1957年 - 1964年 | 赤旗初代編集長、サンケイ新聞社長・会長、文化放送社長           |
| 2  | 鹿内信隆   | 1964年 - 1974年 | フジサンケイグループ議長、ニッポン放送社長、サンケイ新聞社長   |
| 3  | 浅野賢澄   | 1974年 - 1982年 | 郵政省事務次官                                                 |
| 4  | 石田達郎   | 1982年 - 1985年 | ニッポン放送社長、ポニーキャニオン創業者                       |
| 5  | 羽佐間重彰 | 1985年 - 1988年 | フジサンケイグループ代表、ニッポン放送社長、産経新聞社長・会長 |
| 6  | 日枝久     | 1988年 - 2001年 | フジサンケイグループ代表                                       |
| 7  | 村上光一   | 2001年 - 2007年 | 最高執行責任者、日本映画衛星放送社長、東京外国語大学理事       |
| 8  | 豊田皓     | 2007年 -        | 最高執行責任者                                                 |
|    |            | 2008年10月1日   | 認定放送持株会社体制に移行                                     |
| 8  | 豊田皓     | - 2013年        | 最高執行責任者、フジテレビ（新社）社長・副会長                 |
| 9  | 太田英昭   | 2013年 - 2015年 | 最高執行責任者、産経新聞会長                                   |
| 10 | 嘉納修治   | 2015年 - 2017年 | 最高執行責任者、フジテレビ会長、関西テレビ会長                 |
| 11 | 宮内正喜   | 2017年 - 2019年 | 岡山放送社長、ビーエスフジ社長、フジテレビ社長・会長           |
| 12 | 金光修     | 2019年 - 2025年 | フジテレビ社長                                                 |
| 13 | 清水賢治   | 2025年 - 現任   | フジテレビ社長                                                 |

### 歴代会長
| 代 | 氏名       | 在任期間        | 主な経歴・役職                                               |
| -- | ---------- | --------------- | ------------------------------------------------------------ |
| 1  | 植村甲午郎 | 1957年 - 1964年 | 経団連会長、ニッポン放送社長、サンケイ新聞会長               |
| 2  | 水野成夫   | 1964年 - 1968年 | 赤旗初代編集長、サンケイ新聞社長・会長、文化放送社長         |
| 3  | 鹿内信隆   | 1974年 - 1982年 | フジサンケイグループ議長、ニッポン放送社長、サンケイ新聞社長 |
| 4  | 浅野賢澄   | 1982年 - 1985年 | 郵政省事務次官                                               |
| 5  | 鹿内春雄   | 1985年 - 1988年 | フジサンケイグループ議長、ニッポン放送会長、産経新聞会長     |
| 6  | 鹿内信隆   | 1988年 - 1989年 | フジサンケイグループ議長、ニッポン放送社長、産経新聞会長     |
| 7  | 鹿内宏明   | 1989年 - 1992年 | フジサンケイグループ議長、ニッポン放送会長、産経新聞会長     |
| 8  | 日枝久     | 2001年 -        | 最高経営責任者、フジサンケイグループ代表                     |
|    |            | 2008年10月1日   | 認定放送持株会社体制に移行                                   |
| 8  | 日枝久     | - 2017年        | 最高経営責任者、フジテレビ（新社）会長                       |
| 9  | 嘉納修治   | 2017年 - 2019年 | フジテレビ会長、関西テレビ会長                               |
| 10 | 宮内正喜   | 2019年 - 2024年 | 岡山放送社長、ビーエスフジ社長、フジテレビ社長・会長         |
| 11 | 嘉納修治   | 2024年 - 2025年 | フジテレビ会長、関西テレビ会長                               |

## 業績推移
| 会計年度    | 売上高  | 営業利益 | 経常利益 | 当期純利益 |
| ----------- | ------- | -------- | -------- | ---------- |
| 2004年3月期 | 455,945 | 44,065   | 45,564   | 24,714     |
| 2005年3月期 | 476,733 | 43,581   | 44,478   | 22,845     |
| 2006年3月期 | 593,493 | 50,724   | 50,340   | 11,345     |
| 2007年3月期 | 582,660 | 42,325   | 45,995   | 24,846     |
| 2008年3月期 | 575,484 | 24,372   | 27,056   | 15,770     |
| 2009年3月期 | 563,320 | 19,830   | 22,365   | 16,567     |
| 2010年3月期 |         |          |          |            |
| 2011年3月期 | 589,671 | 26,351   | 29,460   | 10,002     |
| 2012年3月期 | 593,645 | 33,204   | 52,320   | 61,213     |
| 2013年3月期 | 632,029 | 37,608   | 47,209   | 31,337     |
| 2014年3月期 | 642,145 | 31,527   | 34,838   | 17,282     |
| 2015年3月期 | 643,313 | 25,628   | 35,102   | 19,908     |
| 2016年3月期 | 640,572 | 24,394   | 32,400   | 22,835     |
| 2017年3月期 | 653,976 | 22,319   | 30,380   | 27,396     |
| 2018年3月期 | 646,536 | 25,258   | 35,120   | 24,956     |
| 2019年3月期 | 669,230 | 34,709   | 41,975   | 23,627     |
| 2020年3月期 | 631,482 | 26,341   | 34,854   | 41,307     |
| 2021年3月期 | 519,941 | 16,274   | 22,295   | 10,112     |
| 2022年3月期 | 525,087 | 33,338   | 45,534   | 24,879     |

| 会計年度    | 売上高  | 営業利益 | 経常利益 | 当期純利益 |
| ----------- | ------- | -------- | -------- | ---------- |
| 2004年3月期 | 358,056 | 37,894   | 39,820   | 21,131     |
| 2005年3月期 | 376,039 | 38,785   | 40,170   | 21,970     |
| 2006年3月期 | 381,564 | 39,804   | 40,038   | 5,838      |
| 2007年3月期 | 377,875 | 35,294   | 38,165   | 23,904     |
| 2008年3月期 | 382,971 | 22,420   | 27,861   | 15,121     |
| 2009年3月期 | 347,877 | 17,872   | 22,373   | 9,426      |
| 2010年3月期 |         |          |          |            |
| 2011年3月期 | 328,264 | 22,241   | 22,610   | 12,103     |
| 2012年3月期 | 329,013 | 25,039   | 25,666   | 12,451     |
| 2013年3月期 | 323,581 | 23,449   | 23,548   | 13,177     |
| 2014年3月期 | 316,846 | 16,004   | 16,036   | 8,599      |
| 2015年3月期 | 310,012 | 10,750   | 10,934   | 5,419      |
| 2016年3月期 | 289,708 | 5,506    | 6,284    | 3,348      |
| 2017年3月期 | 280,550 | 4,027    | 4,540    | 2,823      |
| 2018年3月期 | 260,677 | 4,483    | 4,829    | 2,647      |
| 2019年3月期 | 267,970 | 10,213   | 10,449   | 6,936      |
| 2020年3月期 | 255,523 | 7,160    | 7,414    | 15,504     |
| 2021年3月期 | 217,577 | 5,071    | 5,280    | 3,230      |
| 2022年3月期 | 238,240 | 11,280   | 11,457   | 1,275      |

## 不祥事
2021年3月、フジ・メディア・ホールディングスは2012年から2014年の間、放送法で定めている外資規制を軽微に違反していたことを公表した。